# Voalul islamic

## Voalul Islamic
Voalul islamic este un element de îmbrăcăminte feminină purtat cel mai adesea din motive religioase de către femeile musulmane, dar în anumite țări islamice chiar de către toate femeile, indiferent de religia sau convingerile lor în materie de religie islamică. 

În ce privește croiala, culoarea și forma țesăturii din care este confecționat, cât și modul în care este purtat de către posesoare, există o mare varietate, funcție de țară și cutumele comunității care o populează, dar și de convingeri și valori individuale.
Termenul de voal comportă două sensuri aflate în raport de includere: voal, ca element (de îmbrăcăminte) care este utilizat pentru a ascunde ceva, acest "ceva" putând să fie tot corpul, dar și numai anumite părți ale acestuia, cum este de exemplu cazul cu cel de-al doilea sens al termenului "voal", care este și el uzual și care desemnează o țesătură care acoperă zona capului, adică părul și gâtul, dar uneori și cea mai mare parte a feței. În funcție de țară, toate aceste diverse variante poartă denumiri diferite, ca haik, burka, higiab, nicab, gilbab (gelaba), ciador, dupata, kimar, etc.

## Origini
Societățile umane se autodefinesc prin și afișează simboluri care le exprimă valorile. Un grup dominant într-o societate, oricare ar fi el, utilizează aceste simboluri spre propriul său profit. Astfel, patriarhatul în mod natural s-a servit de nume, titluri, cifre și logo-uri. La întrebarea de unde vine această idee a voalului, scriitorul Mohamed Kacimi răspunde că este vorba despre o foarte veche credință semită care considera podoaba capilară ca fiind o reflexie a părului pubian (din jurul organelor sexuale). Elaborând pe baza unor astfel de tradiții, în secolul al 12-lea înainte de Cristos, regele asirian Teglat Falazar face obligatoriu portul voalului, el stipulând că prostituatele nu trebuie sa-l poarte, ca semn al decadenței lor. 

În tradiția evreiască, acoperirea părului de către femei reprezenta un semn de modestie vis à vis de bărbați. 
Cu creștinismul, portul voalului devine un prealabil al relației femeii cu Dumnezeu. Fapt interesant care arată foarte bine sensul acestui obiect de îmbrăcăminte: Sfântul Pavel justifică obligativitatea portului voalului printr-o formula care sună a condamnare: 
" […] orice femeie care  se roagă sau proorocește cu capul dezvelit își necinstește capul ei, pentru că este ca una care ar fi rasă în cap. Dacă o femeie nu se învelește, să se și tundă! Iar dacă este rușine pentru o femeie să fie tunsă ori rasă, să se învelească! Bărbatul nu este dator să-și acopere capul pentru că el este chipul și slava lui Dumnezeu, pe când femeia este slava bărbatului. În adevăr, nu bărbatul a fost luat din femeie, ci femeia din bărbat. Și nu bărbatul a fost făcut pentru femeie, ci femeia pentru bărbat. De aceea femeia din pricina îngerilor trebuie să aibă pe cap un semn al stăpânirii ei." (citat din "Prima epistola a lui Pavel către Corinteni", cap. 11,  versetele 5 - 10).
Coranul, 6 secole mai târziu, în 2 versete consacrate voalului mărturisește și el preocuparea în ce privește tentația pe care femeia o suscită ca și în ce privește exigența castității. Dacă ea nu dorește să fie ofensată, femeia trebuie să se voaleze. Se recomandă astfel credincioaselor 
"să-și lase voalul s-atârne peste piept și să plece privirea și păstreze castitatea" (Coran, surata 24 verset 31 și surata 33 verset 59). 
Annie Sugier, Președintele Ligii Dreptului Internațional al Femeilor, concluzionează în contribuția ei la lucrarea "Cartea neagră a condiției femeii", dirijată de scriitoarea și jurnalista de renume Christine Ockrent, pe marginea celor spuse mai sus:
"Astfel se schițează de-a lungul istoriei mesajul pe care voalul îl poartă și azi: pentru credinciosul musulman, sexul femeii reprezintă o sursă de dezordine, iar pentru bărbat o amenințare contra onoarei sale. Voalul este mijlocul prin care putem face femeia invizibilă în spațiul public, alocându-i un loc și un statut subordonat. A afirma că voalul nu este decât o bucată de cârpa sau un semn religios ca toate celelalte, este pur și simplu rea-credință." 
Sunt însă încă proaspete în memoria opiniei publice occidentale și cuvintele scriitoarei iraniene Chahdortt Djavann, care a purtat și ea o vreme voalul. Iată câteva citate apărute anul acesta în Journal de Montréal:
"Dacă azi tinerii evrei ar începe să poarte steaua galbenă, clamând că e libertatea lor, dacă tinerii de culoare ar decide să poarte lanțuri la gât și la picioare, zicând că e dreptul lor, societatea n-ar reactiona oare? "  
"Când punem voalul unei tinere fete, îi inculcam complexul de inferioritate, vina pentru propria ei sexualitate." 
"Când cea mai mică suviță de păr a unei femei poate suscita dorința sexuală a bărbaților, aceasta este redusă la un simplu obiect sexual. "
"Cer ca măcar în țările democratice portul voalului de către minore să fie sancționat. Asta ține de drepturile omului, de protecția minorilor." 
În 1913, egipteanul Mansur Fahmi a susținut o teză de doctorat la Sorbona cu numele "Condiția femeii în islam". El compara în această lucrare pentru care a plătit un preț scump, cele 2 perioade conjugale ale profetului islamului. El constată că în prima perioadă, anume aceea "mecană", Muhammad a fost monogam la modul riguros, în timp ce în cea de-a doua perioadă, anume cea "medineză", el a ales să practice o poligamie abundentă și în plus condimentată prin relații sexuale cu diversele sclave aflate în a sa posesie. 
Specialiștii în islam fac observația că în timp ce în perioada preislamică, păgână, pe când "în cetate" nu domneau încă legile lui Muhammad, o femeie (de ex. chiar soția profetului islamului, anume Kadigia) era liberă să facă comerț, să se căsătorească cu cine vrea, fie asta și cu un tânăr bărbat sărac care îi era în plus și angajat, în perioada din care legea islamică a început să domine viața comunității născânde, libertatea femeilor a fost restrânsă drastic, având aici exemplul numeroaselor soții ale Profetului însuși.    
Știm de altfel din al-Hadith-uri (Bukhari vol. 3, cartea 43, număr 648) că femeile din lumea preislamică aveau, în anumite triburi, cele aflate în special în mai dezvoltata și evoluata Medina ("Iatrib" pe atunci), dreptul să replice bărbatului, și mai aflăm chiar că în unele triburi, așa cum ne relatează Omar însuși, chiar să aibă ascendentul asupra bărbaților lor. Fapt remarcabil pentru lumea tribală arabă a vremii. 
Schimbarea adusă de islam este așadar în cel mai bun caz mixtă, după cum se poate constata, existând argumente care să demonstreze că islamul a produs o stabilizare a drepturilor, fie ele și limitate, ale femeii, precum există argumente care să demonstreze că acesta a dus la o înrăutățire a statutului femeii. Fapt este că atât Coranul cât și spusele Profetului așa cum sunt ele reținute de tradiție, conțin prevederi restrictive, discriminatorii vis à vis de femeie, printre care se află și chestiunea voalului. Bernard Lewis remarcă de altfel în mai multe lucrări ale sale (anume "Islamul" și "Istoria Orientului Mijlociu") faptul că dacă bărbatul islamic a abandonat de mult timp portul tradițional (până și bărboșii Iranului revoluției islamice sunt la costum (fără cravată)…), femeii i se mai cere încă și azi urmarea unor prevederi care s-o facă practic să-și amintească lanțul ierarhiei în islam: Alah, bărbat, femeie. Într-un articol din Liberation din decembrie 2003, scriitorul algerian citat mai sus într-un pasaj din lucrarea Christinei Ockrent (anume Mohamed Kacimi), argumentează afirmația de mai sus privitoare la sensul portului voalului, explicând că 
"atunci când o femeie creștină decide să nu poarte crucea la gât, ea e liberă și a fost întotdeauna liberă s-o facă; așa cum și o femeie evreică nu este legată deloc de religia ei și obligată de populația masculină să poarte simbolurile evreiești (steaua lui David, Menora, etc.). La Roma sau Ierusalim femeile nu sunt lapidate pentru că nu poartă cruce sau steaua lui David la gât. În contrast, femeia musulmană este obligată să poarte voalul, care astfel nu poate fi pus pe picior de egalitate cu alte însemne religioase, el nefiind pur și simplu echivalent acestora în termeni de statut. Voalul nu este un simbol religios printre altele, ci reprezintă o ținută a infamiei. De la Teheran la Kartum, din Kabul la Casablanca, femei sunt violate, vitriolate, asasinate, ciomăgite sau excluse pentru că nu-și acoperă fața sau corpul. În spatele fiecărui voal, se află 3000 de ani de ură contra femeii. Departe de a fi o stea a lui David la gât, voalul este mai degrabă o stea galbenă după modelul hitlerist sau al Bisericii Catolice de altă dată, al cărui precedent însă îl găsim prima dată tot pe pământ islamic, anume în Bagdadul califilor abasizi. 
Voalul este un mod printre altele, numeroase de altfel, prin care islamul reglează chestiunea moralei în materie de sexualitate. Sexualitate care este un subiect obsesiv în aproape toate religiile. Emanciparea femeii se produce lent chiar și în islam. Atitudinea noilor generații este mixtă, o parte a tineretului fiind cucerit de noile tendințe fundamentaliste, radicale, în timp ce o altă franjă a lui tinde spre modernitate. Succesul unor lucrări literare contemporane, cum este cazul în Egipt, de exemplu, cu "Borfași la pensie" a lui Hamdi Abu Gulayl, demonstrează că societatea se eliberează lent de tabu-uri. Gulayl scrie, comentând despre acest subiect al sexualității și ipocriziei care îl învăluie: "Sexul este o plăcere interzisă care se consumă pe furiș. Mariajul îl denaturează facându-l o datorie, o bătălie nocturnă din care trebuie să ieși în continuu învingător. Numai că "adversarul" este mult prea puternic, căci el are de partea lui excizia, timiditatea, tradițiile și conceptul patriarhal de onoare. Este dezolant să constați că ne căsătorim și valorizam acest tip de căsătorii în care mireasa este o fată pură și virtuoasă, fără cea mai mică experiență amoroasă, în timp ce totuși știm cu toții că dacă o fată nu și-a afișat feminitatea în școala primară, n-a iubit un băiat în ciclul II, n-a făcut dragoste în liceu și n-a jonglat cu avortul la universitate, asta se întâmplă pentru că libidoul ei suferă de un serios blocaj!"  
Ca o ironie a soartei, povestea impunerii voalului de către islam este o bună ilustrare a caracterului prea-uman al Coranului, tradiția musulmană însăși spunându-ne că tovarășul Profetului pe nume Omar, personaj vanitos și radical, este cel care îi sugerează acestuia să-și ascundă femeile sub un voal. Atunci "Alah", pesemne un dumnezeu cu nevoie de consiliere umană, cuplează la sugestie și astfel i se revelează lui Muhammad versetele referitoare la voal . . . (vezi pentru detaliile întâmplării descrierea de la intrarea "Coran") 
De dragul adevărului trebuie totuși adăugat un lucru esențial: dacă islamul, prin voalul pe care îl impune femeilor musulmane, ca și prin prevederile coranice discriminatorii binecunoscute (la judecată și în materie de moștenire, etc.) nu răsfață reprezentatele sexului slab, nici alte religii, culturi sau civilizații nu stau mult mai bine, și situația femeii din lumea creștină până nu cu multă vreme în urmă, dar pe alocuri chiar și azi, este un trist exemplu care este în genere mai bine cunoscut românofonului. Mai puțin cunoscute sunt abuzurile strigătoare la cer care s-au petrecut și se petrec totuși în perimetrul altor civilizații, așa cum este cazul cu lumea religiei hinduse, care ea a cunoscut într-o vreme practica "sati", ce prevedea ca o văduvă să sucombe în flăcările rugului soțului ei decedat, sau mai grav, atât de recentele masacre, genociduri, sau dacă vrem "ginocid"-uri  (ca să preluăm un tremen deja consacrat în lucrările de specialitate) care se petrec permanent în țări ca India și China, dar și Pakistan sau Bangladeș, unde din motive religioase (în India) sau economice (în China și India), feții (fetușii) de sex feminin sunt avortați, iar dacă totuși dintr-un motiv sau altul sarcina ajunge la bun sfârșit, aceștia sunt uciși fie brutal sau prin abandon, fie prin refuzul de a le acorda atenția cuvenită (hrană, apă, căldură, igienă, tratament medical, etc.), de care totuși fătul de sex masculin se bucură din plin. În India, unde situația este cea mai tragică din acest punct de vedere, motivația religioasă constând în faptul că religia hindusă prevede condamnarea eternă (la rătăcire prin reîncarnări succesive a sufletului defunctului în animale sau ființe inferioare) și ratarea atingerii mocșa-ei (echivalentul hindus al nirvana-ei budiste) pentru acela care moare fără să fi reușit să aibă descendenți de sex masculin care să-i aprindă rugul în ceremonia mortuară. Confucianismul, și el prevede că bărbații sunt acei care continuă cultul strămoșilor. Bilanțul acestor tradiții religioase sau practici provocate de considerente de altă natură este înspăimântător : cel puțin 100 000 000 de victime în ultimele 5 decenii, dintre care prea puține pot fi puse în cârca religiei islamice ...